# Kadavu

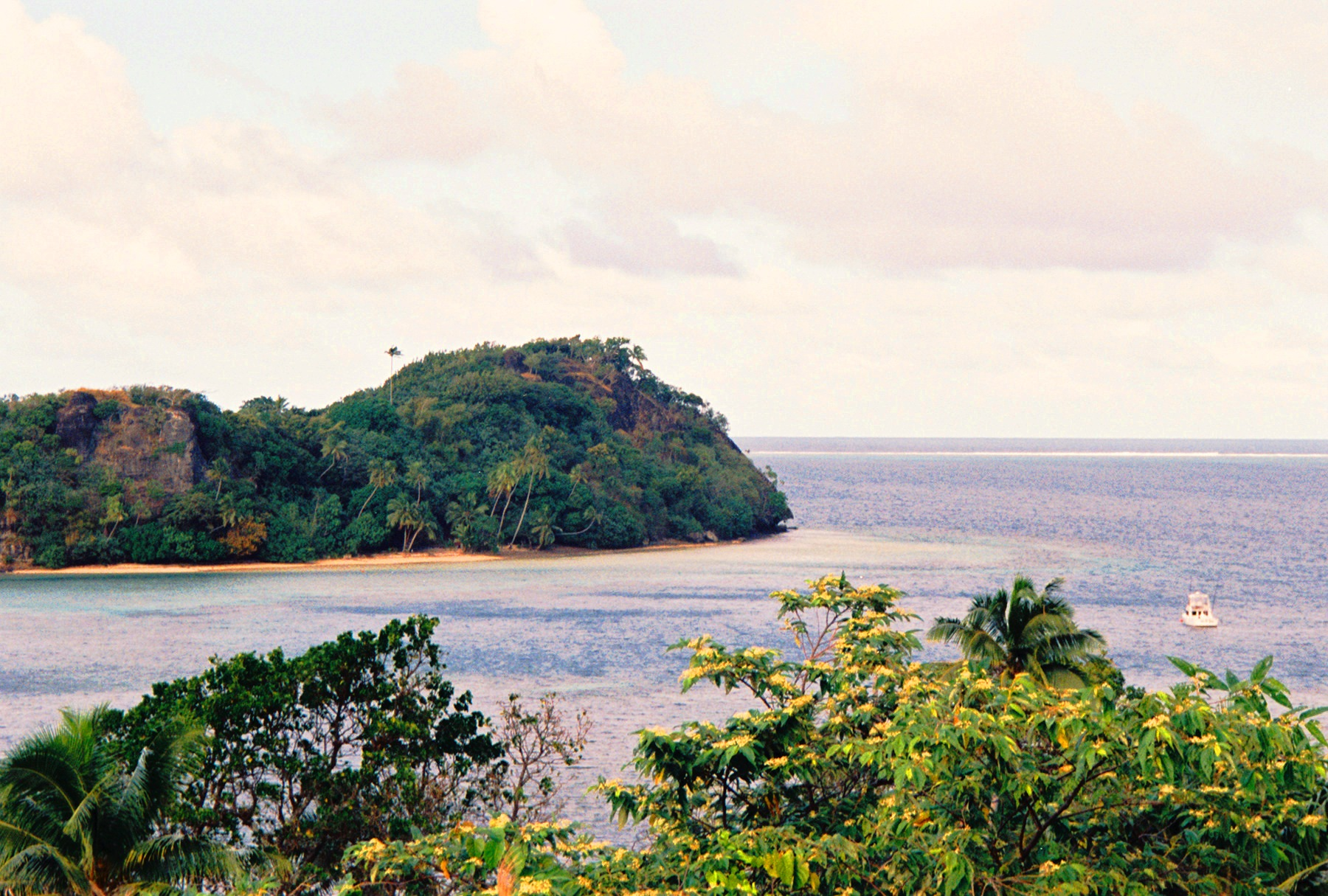
Regnskogen når fortfarande ofta havet på Kadavu.

Kadavu, med en yta på 411 km², är den fjärde största ön i Fiji, och den största ön av Kadavuöarna, som är en vulkanisk ögrupp bestående av Kadavu, Ono, Fiji, Galoa och ett antal mindre öar i Stora Astrolaberevet. Öns huvudsakliga administrativa centrum är Viunisea, som har en flygplats, ett gymnasium, ett sjukhus och en regeringsfilial. Suva, Fijis huvudstad, ligger 88 kilometer norr om Kadavu. Öns befolkning uppgår till omkring 8 700 invånare.
Kadavu är en av Fijis fjorton provinser, och är del av den Östra divisionen, som också inkluderar provinserna Lau och Lomaiviti. Kadavu tillhör också Burebasagakonfederationen, en hierarki för hövdingar från södra och västra Fiji.

## Geografi
Ön är 93 kilometer lång, med en bredd som varierar mellan 365 meter och 13 kilometer. Den är i princip delad i två av det smala Namalatanäset, som kopplar ihop Namalatabukten på norra kusten med Galoahamnen på sydkusten. Inom Galoahamnen ligger ön Galoa och den lilla holmen Tawadromu. Kadavu karaktäriseras av sin bergiga och sträva terräng. Det högsta berget är Nabukelevu på öns västra sida, det är 822 meter högt.
Kadavu har fortfarande kvar 75% av sin regnskog, och många olika fågelarter, varav fyra som är endemiska på ön, tillsammans med flera endemiska underarter. Utanför kusten ligger Stora Astrolaberevet, ett stort korallrev, som är en av Fijis främsta turistmål för dykare.

## Ekonomi och kultur
Kadavu är ett av Fijis minst utvecklade områden. Det finns få vägar, och den lokala ekonomin bygger mycket på jordbruk, tillsammans med export till Viti Levu. Det finns inga banker på Kadavu. Ön börjar få igång sin turism, och fler och fler snorklare och dykare besöker ön. Hövdingsystemet på Kadavu ger mycket mer makt till hövdingarna än i de flesta andra områden i Fiji, där lokala hövdingar ofta är underlydande till högre hövdingar.
Den 17 december 2005 utannonserade Josateki Nawalowalo, ordförande i Kadavus provinsiella råd, stora utvecklingsplaner för ön, exempelvis att bygga vägar genom hela ön. Han avslöjade att detta skulle finansieras av Taiwans regering.

## Historia

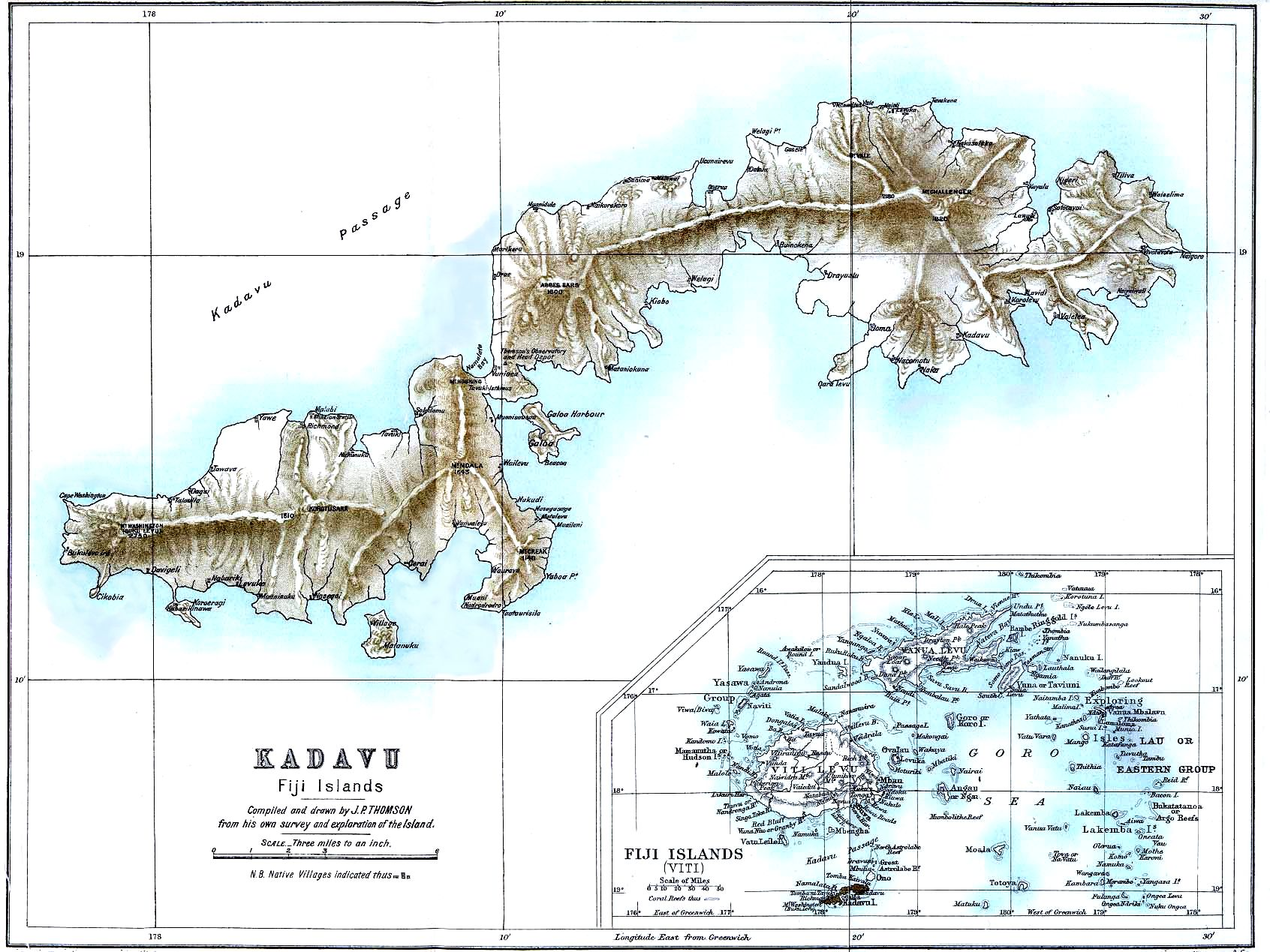
Karta över Kadavu från 1889.

William Bligh var den första kända europé att upptäcka Kadavu, vilket han gjorde på sin andra resa till Fiji på HMS Providence 1792. 1827 gick ett franskt fartyg vid namn Astrolabe nästan på grund vid revet som idag bär dess namn. Ön blev senare hem för bland annat valfångare från Sydney och New England. Galoahamnen började ta emot fartyg med brev mellan Sydney, San Francisco och Auckland.